# Javier Mascherano
Javier Alejandro Mascherano (spanskt uttal: [masʃeˈɾano], italienskt uttal: [maskeˈraːno]), född 8 juni 1984 i San Lorenzo, Santa Fe, Argentina, är en italiensk-argentinsk före detta fotbollsspelare som spelade som mittback och defensiv mittfältare. Han representerade även det argentinska landslaget.

## Klubblagskarriär
Mascherano startade sin karriär i River Plate 2003. Redan 2004 visade storklubbar som Real Madrid och RC Deportivo la Coruña sitt intresse för den lovande mittfältaren.

### Corinthians
Corinthians lyckades värva Mascherano för 15 miljoner dollar. Med Corinthians blev han ligamästare 2005 tillsammans med landsmannen Carlos Tévez.
Under VM 2006 gjorde Mascherano mycket bra ifrån sig. Där fick många europeiska storlag ögonen på honom, samtidigt som hans lag Corinthians kämpade för att hålla sig kvar i ligan.

### West Ham
West Ham överraskade Europas toppklubbar när man lyckades värva den argentinska stjärnduon Carlos Tévez och Javier Mascherano.

### Liverpool
Den 17 januari 2007 kom Mascherano överens med Liverpool FC om att bli utlånad under resten av säsongen 2006/07 till 2007/08 vilket blev ett 18 månaders lån med option på köp. FIFA fick godkänna det hela först, eftersom Mascherano redan hade spelat för två lag (Corinthians och West Ham) under en säsong. Under tre och en halv säsong i klubben spelade Mascherano totalt 139 matcher och gjorde två mål. Han spelade sin sista match den 15 augusti 2010 i ligapremiären mot Arsenal, trots att rykten om en övergång till FC Barcelona florerade. När Liverpool spelade sin andra ligamatch för säsongen den 23 augusti vägrade Mascherano spela, Liverpools tränare Roy Hodgson sade i media att Mascherano inte var "mentalt beredd" att spela matchen.

### FC Barcelona
Den 27 augusti 2010 meddelade Liverpool på sin officiella hemsida att man kommit överens med FC Barcelona om en övergångssumma för Mascherano. Affären slutfördes den 30 augusti efter att Mascherano genomgått en läkarundersökning och skrivit på ett fyraårskontrakt med Barcelona. Övergångssumman rapporterades i media vara runt 21 miljoner euro.. Han vann bland annat Champions League säsongen 2010/2011 samt 2015/2016, och spelade dessutom i finalen. Han brukar oftast spela som mittback bredvid Gerard Pique, men brukar även spela på sin naturliga position som defensiv mittfältare.

## Landslagskarriär
Mascherano debuterande för Argentina 2003 i en match mot Uruguay som slutade 2–2. Mascherano var en del av Argentinas lag som tog guld i Olympiska sommarspelen 2004.
I VM 2006 etablerade sig Mascherano i Argentinas startelva. Han fick spela lagets alla fem matcher under VM. Han spelade dessutom Copa America 2007, där Argentina förlorade finalen mot Brasilien.
I OS 2008, som Argentina vann, fick Mascherano spela alla matcher och blev historisk som den första argentinska fotbollsspelare att vinna OS två gånger.. Han blev uttagen till VM-truppen 2014, där han var en nyckelspelare för landslaget. Argentina tog sig till final och förlorade mot Tyskland med 0-1. Mascherano spelade samtliga matcher i turneringen. Han spelade även samtliga matcher i Copa America 2015 där Argentina tog sig till final, men återigen förlorat en final efter straffsparkar mot Chile. Han spelade dessutom i Copa America 2016, där Argentina återigen förlorade finalen mot Chile efter straffsparkar.

## Meriter

### FC Barcelona
- La Liga: 2010/2011, 2012/2013, 2014/2015, 2015/2016
- UEFA Champions League: 2010/2011, 2014/2015
- Spanska cupen: 2011/2012, 2014/2015, 2015/2016, 2016/2017
- Spanska supercupen: 2011, 2013, 2016
- UEFA Super Cup: 2011, 2015
- VM för klubblag: 2011, 2015